# Sequía
Sequía (Crimes Submersos en portuguès) és una sèrie de televisió hispano-portuguesa de thriller, escrit per Arturo Ruiz i Daniel Corpas i dirigit per Joaquín Llamas i Oriol Ferrer, per a les cadenes principals de les emissores públiques RTVE (La 1) i RTP (RTP1). La sèrie és protagonitzada per Elena Rivera Villajos, Rodolfo Sancho, Miryam Gallego i Miguel Ángel Muñoz, entre d'altres, al costat d'intèrprets portuguesos com Marco D'Almeida i Margarida Marinho. La sèrie s'estrenarà el 18 de gener de 2022 en La 1 a Espanya, i el 21 de gener de 2022 en RTP1 a Portugal.

## Trama
A causa d'una forta sequera, el petit poble de Campomediano ha ressorgit de les aigües, revelant dos cadàvers amagats en una de les cases. Davant la deducció de què es tracta d'un crim amagat durant molts anys, la inspectora Daniela Yanes (Elena Rivera) és posada a càrrec del cas. Aquest succés també causa que dues famílies poderoses en tots dos costats de la frontera entre Espanya i Portugal es vegin embolicades en una recerca que es remunta a la fi dels anys 90.

## Repartiment
- Elena Rivera Villajos com Daniela Yanes
- Rodolfo Sancho com Martín Ruiz
- Miryam Gallego com Paula Barbosa
- Miguel Ángel Muñoz com Óscar Santos
- Juan Gea com a Comissari Javier Ortiz
- Fernando Andina com Duarte
- Nacho Nugo com Rubén Ruiz Barbosa
- Fanny Gautier com Carmen
- Marco D'Almeida com Hélder Gomes
- Soraia Chaves com a Tina
- Margarida Marinho com Amalia
- Guilherme Filipe com Luis Barbosa
- Rita Loureiro com Mónica
- Paula Lobo com Clara
- Carla Moran com Daniela Yanes nena
- Lucía Ráez com Paula Barbosa nena.
- Paco Marín

## Temporadas i episodis
| Temporada | Temporada | Episodis | Estrena             | Final             | Audiència mitjana (Espanya) | Audiència mitjana (Espanya) | Audiència mitjana (Espanya) |
| Temporada | Temporada | Episodis | Estrena             | Final             | Espectadors                 | Quota                       |                             |
| --------- | --------- | -------- | ------------------- | ----------------- | --------------------------- | --------------------------- | --------------------------- |
|           | 1         | 8        | 18 de gener de 2022 | 4 de març de 2022 | 769 000                     | 6,4%                        |                             |

## Capítols
| Núm. | Títol                       | Direcció       | Guió | Data d'estrena a Espanya | Data d'estrena a Portugal | Audiència a Portugal |                |
| ---- | --------------------------- | -------------- | --- | ------------------------ | ------------------------- | -------------------- | -------------- |
| 1    | «La mitad de un todo»       | Joaquín Llamas | Argument: Joaquín Llamas i Miguel Sáez Guió: Arturo Ruiz                                                | 18 de gener de 2022      | 21 de gener de 2022       | 1 277 000 (9,2%)     | 347 700 (7,3%) |
| 2    | «Malabares»                 | Joaquín Llamas | Argument: Joaquín Llamas i Miguel Sáez Guió: Daniel Corpas i Arturo Ruiz Serrano                        | 25 de gener de 2022      | 28 de gener de 2022       | 990 000 (7,3%)       | 269 800 (6,1%) |
| 3    | «Vectores opuestos»         | Joaquín Llamas | Argument: Joaquín Llamas y Miguel Sáez Guió: Nuria Cabello Rivera, Daniel Corpas y Arturo Ruiz Serrano  | 1 de febrer de 2022      | 4 de febrer de 2022       | 918 000 (6,7%)       | 145 500 (4,5%) |
| 4    | «Rendirse no es una opción» | Oriol Ferrer   | Argument: Joaquín Llamas y Miguel Sáez Guió: José Antonio Valverde, Daniel Corpas y Arturo Ruiz Serrano | 8 de febrer de 2022      | 11 de febrer de 2022      | 836 000 (6,2%)       | 170 000 (4,3%) |
| 5    | «El verso suelto»           | Oriol Ferrer   | Argument: Joaquín Llamas y Miguel Sáez Guió: José Antonio Valverde, Daniel Corpas y Arturo Ruiz Serrano | 15 de febrer de 2022     | 18 de febrer de 2022      | 774 000 (5,8%)       | 161 400 (4,1%) |
| 6    | «Mi búsqueda interior»      | Oriol Ferrer   | Argument: Joaquín Llamas y Miguel Sáez Guió: Nuria Cabello Rivera, Daniel Corpas y Arturo Ruiz Serrano  | 15 de febrer de 2022     | 25 de febrer de 2022      | 600 000 (6,5%)       | 154 800 (4,2%) |
| 7    | «Valerse por sí mismo»      | Joaquín Llamas | Argument: Joaquín Llamas y Miguel Sáez Guió: José Antonio Valverde, Daniel Corpas y Arturo Ruiz Serrano | 3 de març de 2022        | 4 de març de 2022         | 458 000 (5,7%)       | 137 000 (3,8%) |
| 8    | «Corriente»                 | Joaquín Llamas | Argument: Joaquín Llamas i Miguel Sáez Guió: Arturo Ruiz Serrano i Daniel Corpas                        | 4 de març de 2022        | 11 de març de 2022        | 297 000 (4,0%)       | 117 000 (3,2%) |

- Els dos últims capítols van ser emesos en la franja de late night.

## Producció
El 25 de maig de 2021, les cadenes públiques RTVE i RTP anunciaren la coproducció Sequía, amb Elena Rivera Villajos, Rodolfo Sancho, Miryam Gallego, Miguel Ángel Muñoz, Juan Gea, Marco D´Almeida, Soraia Chaves, Margarida Marinho i Guilherme Filipe de protagonistes, que començaria el seu rodatge el 14 de juny de 2021. Més imatges van ser tretes un mes després, el 21 de juny. la fi de setembre d'aquest any va ser presentada al Festival Iberseries Platino Industria.

## Llançament i màrqueting
El tràiler de la sèrie va sortir a la fi de setembre de 2021, coincidint amb la presentació al Festival Iberseries Platino Industria. Originalment RTVE va pensar estrenar la sèrie a Espanya al novembre de 2021, però aquests plans van caure i finalment va ser anunciada l'11 de gener de 2022 per al dia 18 de gener. A Portugal, la RTP va anunciar, també l'11 de gener de 2022, que la sèrie s'estrenaria en RTP1 el 21 de gener de 2022.